# Othis
 Othis  es una población y comuna francesa, en la región de Isla de Francia, departamento de Sena y Marne, en el distrito de Meaux y cantón de Dammartin-en-Goële.

## Demografía
| 269 | 260 | 3343 | 5099 | 5591 | 6479 |
| Para los censos de 1962 a 1999 la población legal corresponde a la población sin duplicidades (Fuente: INSEE [Consultar]) |     |      |      |      |      |